# Ахмедов, Дурбек Кудратиллаевич
Дурбек Кудратиллаевич Ахмедов (19 ноября 1963 года, Ташкент, Узбекская ССР, СССР) — узбекский государственный и общественный деятель, профессор, доктор экономических наук. С 21 января 2020 года Депутат Законодательной Палаты Олий Мажлиса Республики Узбекистан, Заместитель Председателя Комитета по бюджету и экономическим реформам, первый Заместитель председателя фракции Либерально-демократической партии Узбекистана ( УзЛиДеП ). С 18 ноября 2024 года переизбран депутатом Законодательной Палаты Олий Мажиса Республики Узбекистан,  Заместитель Председателя Комитета по аграрным и водным вопросам, Заместитель председателя фракции Либерально-демократической партии Узбекистана ( УзЛиДеП ). Либерально-демократическая партия Узбекистана.

## Биография
Родился в 1963 году в г. Ташкенте. В 1984 окончил Ташкентский институт народного хозяйства (дневное), по специальности планирование народного хозяйства.
1984—1984 гг. — Ассистент кафедры народнохозяйственного планирования Ташкентского института народного хозяйства
1984—1986 гг. — Служба в армии
1986—1986 гг. — Ассистент кафедры народнохозяйственного планирования Ташкентского института народного хозяйства
1986—1989 гг. — Аспирант Ташкентского института народного хозяйства
1989—1990 гг. — Ассистент кафедры народнохозяйственного планирования Ташкентского института народного хозяйства
1990—1993 гг. — Доцент кафедры народнохозяйственного планирования Ташкентского института народного хозяйства
1993—1994 гг. — Докторант Ташкентского института народного хозяйства
1994—2001 гг. — Проректор по научной работе Ташкентского государственного экономического университета
2001—2003 гг. — Директор Центра эффективной экономической политики при Министерстве макроэкономики и статистики Республики Узбекистан
2003—2006 гг. — Проректор по научной работе и информационным технологиям Ташкентского государственного экономического университета
2006—2013 гг. — Профессор кафедры макроэкономики Ташкентского государственного экономического университета
2013—2017 гг. — Профессор кафедры макроэкономики Ташкентского государственного экономического университета
2017 г.- 2020 гг..- директор Научно-исследовательского центра «Научные основы и проблемы развития экономики Узбекистана» при Ташкентском государственном экономическом университете. Проректор Ташкентского государственного экономического университета.
2020г. - 2024г. - Депутат Законодательной Палаты Олий Мажлиса Республики Узбекистан, Заместитель Председателя Комитета по бюджету и экономическим вопросам.
2024г. - по н.в. - Депутат Законодательной Палаты Олий Мажлиса Республики Узбекистан, Заместитель Председателя Комитета по аграрным и водным вопросам.
2023г. - 2024г. -  Руководитель Центра Энергетической геополитики Института перспективных международных исследований при Университете мировой экономики и дипломатии.
2024г. - 2024г.. - Руководитель Центра экономической дипломатии Института перспективных международных исследований при Университете мировой экономики и дипломатии.